# Elliot – Das kleinste Rentier
Elliot – Das kleinste Rentier (orig. Elliot the Littlest Reindeer) ist ein Animationsfilm aus dem Jahr 2018 von Jennifer Westcott, der per DVD am 4. November 2018 in den Vereinigten Staaten startete, die Internetveröffentlichung folgte am 30. November 2018.

## Handlung
Die Geschichte beginnt auf einer kleinen Farm, die der ehemalige Baseballspieler Walter Whittick von seinem Vater geerbt und als Streichelzoo eingerichtet hat. Zu den Tieren der Farm gehören Elliot, ein ehrgeiziges Miniaturpferd, das einen großen Traum hat und drauf hofft, für den Weihnachtsmann den Schlitten zu ziehen, wie ein echtes Rentier. Die stets hungrige Ziege Hazel unterstützt ihn dabei und trainiert ihn auf dem kleinen Parcours der Farm. In rasantem Tempo galoppiert das Pony über alle Hindernisse und springt dabei sogar durch extra dafür aufgehängte Autoreifen. Beim Hochklettern über eine Schneewehe hat er allerdings noch Probleme. Neben Elliot und den Ziegen gibt es aber noch richtige Rentiere auf der Farm. Sie sind stets das Highlight der Besucher, die regelmäßig zum Tag der offenen Tür kommen. Wenn die Rentiere über die Hindernisse jagen, kann Elliot immer nur bewundert daneben stehen.
In diesem Jahr wird kurz vor Weihnachten bekannt gegeben, dass Weihnachts-Rentier Lightning in Rente geht und ein neues Rentier für Santas Schlitten gesucht wird. Whittick bewirbt sich mit seinem gut trainierten Rentier DJ für den Wettbewerb. Da aber nur Rentiere dran teilnehmen können, soll Elliot auf der Farm bleiben. Doch er versteckt sich mit Hazel in Whitticks Auto und gelangt so zum Veranstaltungsort, wo es ihm gelingt sich mit Hazels Hilfe einem Trick (ein aufgesetztes Geweih) für den Eignungstest anzumelden. Die anderen Rentiere verhöhnen Elliot, da seine Größe nicht gerade dafür spricht ein schnelles Rentier zu sein. Aber da irren sie. Das Training hat sich ausgezahlt und Elliot qualifiziert sich für die nächste Runde.
Hazel findet heraus, dass es am Nordpol eine geheime Garage mit sehr vielen Motorschlitten gibt und Santa eigentlich gar keine Rentiere mehr benötigt. Elliot startet derweil in die nächste Runde. Dafür bekommen alle Teilnehmer einen Magischen Keks, der sie dazu befähigt fliegen zu können. Obwohl Elliot hier als Bester abschneidet, wird nun seine wahre Identität entdeckt, als sein künstliche Geweih verrutscht. Die Empörung darüber hält sich in Grenzen, denn inzwischen vermeldet Santa, dass er gar nicht mehr mit Rentieren arbeiten will. Mit dieser Entscheidung droht auch Whitticks Traum zu platzen seine Farm zu retten, die in finanziellen Schwierigkeiten steckt. Doch die Situation ändern sich erneut, als Santa herausfindet, dass Logistik-Elf Lemondrop schon seit längerem versucht die Weihnachtstradition zu manipulieren. So hatte er Rentier Lightning dazu verführt in Rente zu gehen, nur um seine Motorschlitten einsetzen zu können. Santa ist empört und kann Lemondrop nur mit großer Mühe und Elliots Hilfe davon abhalten, den Nordpol zu verwüsten. Er kann sich außerdem von Elliots Loyalität zu den Farmtiere überzeugen, als dieser nun den Wettbewerb und seinen großen Traum aufgibt, um nach Hause zu eilen. Whittick hatte aus finanziellen Gründen den Verkauf seiner Tiere in Betracht gezogen, was er nun bereut, aber während seiner Abwesenheit dennoch erfolgt. Um sie zu retten, muss er handeln, allerdings haben sich die Ziegen schon selbst geholfen und sich vor dem Abtransport geschützt. Elliot ist erleichtert und Santa von ihm so beeindruckt, dass er Elliot auf der Stelle als sein sechstes Rentier für den Weihnachtsschlitten mit zum Nordpol nimmt.

## Kritik
Oliver Armknecht von film-rezensionen.de beurteilte den Film als „insgesamt eine nette, wenn auch unauffällige Bespaßung für ein jüngeres Publikum. Eltern werden weniger etwas für sich finden, dafür sind die Witze zu harmlos, die Optik auch zu schwach.“
kinderfilmwelt.de wertete: „Alle Jahre wieder kommen pünktlich zur Adventszeit Weihnachtsfilme in die Kinos - so auch ‚Elliot, das kleinste Rentier‘. Doch so richtig weihnachtlich ist hier nur die Kulisse aus Eis und Schnee. Der Film hat mit dem großen Rentier-Wettkampf, den Intrigen der Elfen und der Sorge um Elliots Farm sehr viele Handlungsstränge. Das ist zwar durchaus spannend und unterhaltsam, aber auch ein bisschen verwirrend und wirkt, als hätte man verschiedene Geschichten blind zusammengewürfelt. Und mit Weihnachten hat das alles eher wenig zu tun.“

## Synchronisation
| Figur                 | Originalsprecher  | Deutscher Sprecher       |
| --------------------- | ----------------- | ------------------------ |
| Elliot                | Josh Hutcherson   | Benedikt Hahn            |
| Clyde                 | Jeff Dunham       | Thomas Balou Martin      |
| Corkie                | Morena Baccarin   | Betül Jülide Gülgec      |
| Hazel, die rote Ziege | Samantha Bee      | Katja Liebing            |
| Ignacio               | Christopher Jacot | Markus Haase             |
| Lemondrop             | Martin Short      | Renier Baaken            |
| Ludzinka              | Martin Short      | Volker Niederfahrenhorst |
| Peanut Butter         | Jeff Dunham       | Dirk Hardegen            |
| Santa                 | George Buza       | Josef Tratnik            |
| Sasha                 | Carly Heffernan   | Janina Sachau            |
| Walter                | Rob Tinkler       | Louis Friedemann Thiele  |